# La vedova di West Point
La vedova di West Point (West Point Widow) è un film del 1941 diretto da Robert Siodmak.
È una commedia statunitense con Anne Shirley, Richard Carlson e Richard Denning. È basato sul racconto breve del 1940 The Baby's Had a Hard Day di Anne Wormser pubblicato su  Liberty.

## Produzione
Il film, diretto da Robert Siodmak (al suo debutto alla regia di un film hollywoodiano) su una sceneggiatura di F. Hugh Herbert e Hanns Kräly e un soggetto di Anne Wormser (autrice del racconto), fu prodotto da Sol C. Siegel per la Paramount Pictures e girato dal 17 febbraio agli inizi di marzo 1941. I titoli di lavorazione furono  Nurses Don't Tell e  Little Miss Muffet.

## Distribuzione
Il film fu distribuito con il titolo West Point Widow negli Stati Uniti dal 20 giugno 1941 al cinema dalla Paramount Pictures.
Altre distribuzioni:
- in Italia (La vedova di West Point)
- in Brasile (O Segredo da Enfermeira)

## Promozione
La tagline è: He Longed for GLORY! She Longed for LOVE! You'll see it with your heart...you'll live it with your soul!.